# Liga Superior de Baloncesto Boliviano 2018
La Liga Superior de Baloncesto Boliviano (LSBB 2018) fue la sexta edición del torneo de clubes de ascenso a la Libobásquet en Bolivia, torneo que contó con 8 clubes en 2 sedes para la primera fase y una sola sede para la fase final. El campeón ganaría su ascenso automático a la Libobásquet 2018
El campeón en esta edición sería el club Rubair de Quillacollo ganando los 3 juegos de la fase final y Henry de Quillacollo disputó ante And-1 de La Paz el ascenso indirecto para la Libo 2018.

## Equipos participantes
| Equipo                   | Ciudad                  |
| ------------------------ | ----------------------- |
| Sporting                 | Cochabamba, Sacaba      |
| Henry                    | Cochabamba, Quillacollo |
| Rubair                   | Cochabamba, Quillacollo |
| Nacional Potosí          | Potosí                  |
| Amistad                  | Potosí, Llallagua       |
| Inocentes                | La Paz                  |
| Unidos Por El Básquetbol | La Paz, El Alto         |
| Junior Politécnica       | Santa Cruz              |

## Plantillas Liga Superior
| Amistad (Llallagua)                                 | Amistad (Llallagua)             | Amistad (Llallagua) | Amistad (Llallagua) | Amistad (Llallagua) | Amistad (Llallagua) | Amistad (Llallagua)          |
| Num                                                 | Jugador                         | Pos                 | PJ                  | Altura              | Ciudad Natal        | Edad                         |
| --------------------------------------------------- | ------------------------------- | ------------------- | ------------------- | ------------------- | ------------------- | ---------------------------- |
| 1                                                   | Alexander Montalvo Mamani       |                     |                     |                     |                     |                              |
| 3                                                   | David Ugarte Cazorla            |                     |                     |                     |                     |                              |
| 4                                                   | Jhasmany Manuel Orellana Mora   |                     |                     |                     |                     |                              |
| 6                                                   | Jaime Carlos Fernandez Esquivel |                     |                     |                     | Cochabamba          | 3 de marzo de 1988 (37 años) |
| 7                                                   | Luis Miguel Otalora Zeballos    |                     |                     |                     |                     |                              |
| 8                                                   | Sergio Abdon Mendez Caero       |                     |                     |                     |                     |                              |
| 9                                                   | Pablo Mauricio Toro Sardan      |                     |                     |                     |                     |                              |
| 12                                                  | Ludwing Oporto Mancilla         |                     |                     |                     |                     |                              |
| 15                                                  | Marco Antonio Cosso Mondocorre  |                     |                     |                     |                     |                              |
| 24                                                  | Alan Mauricio Herbas Flores     |                     |                     |                     |                     |                              |
| 88                                                  | Luis Miguel Martinez Nunez      |                     |                     |                     |                     |                              |
| 91                                                  | Roger German Vasquez Álvarez    |                     |                     |                     |                     |                              |
| Entrenador: Fredy Felipez / Asistente: Ariel Abasto |                                 |                     |                     |                     |                     |                              |

| Henry (Quillacollo)        | Henry (Quillacollo)            | Henry (Quillacollo) | Henry (Quillacollo) | Henry (Quillacollo) | Henry (Quillacollo)     | Henry (Quillacollo)               |
| Num                        | Jugador                        | Pos                 | PJ                  | Altura              | Ciudad Natal            | Edad                              |
| -------------------------- | ------------------------------ | ------------------- | ------------------- | ------------------- | ----------------------- | --------------------------------- |
| 1                          | Jose Andrés Guzmán Guzman      |                     |                     |                     |                         |                                   |
| 4                          | Luis Daniel Montano Henry      |                     |                     |                     |                         |                                   |
| 5                          | Tyrone Lashawn Wooten          |                     |                     |                     |                         |                                   |
| 6                          | Antony Leonardini Pinto        |                     |                     |                     |                         |                                   |
| 9                          | Joel Junnior Hernandez Veliz   |                     |                     |                     | Quillacollo, Cochabamba | 21 de octubre de 1997 (27 años)   |
| 11                         | Ariel Wilson Guizada Duran     |                     |                     |                     |                         |                                   |
| 12                         | Alejandro Enrique Ayala Vargas |                     |                     |                     |                         |                                   |
| 13                         | Sebastian Rocha Fuentes        |                     |                     |                     |                         |                                   |
| 15                         | Ricardo Willams Guzman Guzman  |                     |                     |                     |                         |                                   |
| 20                         | Mauricio Israel Rocha Alcocer  |                     |                     |                     |                         |                                   |
| 21                         | Dyondre Myson Pratt            | B                   |                     | 1,93 m (6′ 4″)      | Morven, NC              | 11 de octubre de 1994 (30 años)   |
| 23                         | Octrevius Leberryte Roebuck    |                     |                     |                     |                         |                                   |
| 24                         | Nestor Gabriel Panozo Urquidi  |                     |                     |                     |                         |                                   |
| 77                         | Isaac Mercado Encinas          |                     |                     |                     |                         |                                   |
| 91                         | Mauricio Marcelo Peredo Claros |                     |                     |                     |                         |                                   |
| 92                         | Milord Juan Zurita Vargas      | P                   |                     |                     | Cochabamba              | 14 de diciembre de 1989 (35 años) |
| Entrenador: Marco Corrales |                                |                     |                     |                     |                         |                                   |

| Inocentes (La Paz)                               | Inocentes (La Paz)             | Inocentes (La Paz) | Inocentes (La Paz) | Inocentes (La Paz) | Inocentes (La Paz) | Inocentes (La Paz)               |
| Num                                              | Jugador                        | Pos                | PJ                 | Altura             | Ciudad Natal       | Edad                             |
| ------------------------------------------------ | ------------------------------ | ------------------ | ------------------ | ------------------ | ------------------ | -------------------------------- |
| 0                                                | Jorge Andrés Sánchez Cachi     |                    |                    |                    |                    |                                  |
| 3                                                | Andrew Fair                    | B                  |                    | 1,83 m (6′ 0″)     |                    | 3 de noviembre de 1989 (35 años) |
| 4                                                | Jesus Aaron Meneses Álvaro     |                    |                    |                    |                    |                                  |
| 9                                                | Marcelo Rodrigo Rocha Hinojosa |                    |                    |                    |                    |                                  |
| 10                                               | Jhonatan Gabriel Lopez Robles  |                    |                    |                    |                    |                                  |
| 11                                               | Francisco Balbuena             |                    |                    |                    |                    |                                  |
| 13                                               | Joel Patrick Garcia Calisaya   |                    |                    |                    |                    | 12 de julio de 1999 (25 años)    |
| 21                                               | Daniel Eguino Bilbao La Vieja  |                    |                    |                    |                    |                                  |
| 32                                               | Erick Mijail Gonzales Reyes    | A                  |                    |                    | La Paz             | 7 de marzo de 1994 (31 años)     |
| 33                                               | Benjamin Sean Merritt          | SW                 |                    | 2,01 m (6′ 7″)     | Logan Township, NJ | 15 de octubre de 1992 (32 años)  |
| 55                                               | Joshua Alexander Corbett       |                    |                    |                    |                    |                                  |
| 77                                               | Franklin Israel Rojas Coca     |                    |                    |                    |                    |                                  |
| Entrenador: Rene Prado / Asistente: Ruben Garcia |                                |                    |                    |                    |                    |                                  |

| Junior Politécnica (Santa Cruz)                        | Junior Politécnica (Santa Cruz)   | Junior Politécnica (Santa Cruz) | Junior Politécnica (Santa Cruz) | Junior Politécnica (Santa Cruz) | Junior Politécnica (Santa Cruz) | Junior Politécnica (Santa Cruz) |
| Num                                                    | Jugador                           | Pos                             | PJ                              | Altura                          | Ciudad Natal                    | Edad                            |
| ------------------------------------------------------ | --------------------------------- | ------------------------------- | ------------------------------- | ------------------------------- | ------------------------------- | ------------------------------- |
| 2                                                      | Jose Eduardo Vaca Diez Cuellar    |                                 |                                 |                                 |                                 |                                 |
| 3                                                      | Fernando Marcelo Ramos Campos     |                                 |                                 |                                 |                                 |                                 |
| 5                                                      | Ivan Camacho Aguilera             |                                 |                                 |                                 |                                 |                                 |
| 6                                                      | Raul Calizaya Castillo            |                                 |                                 |                                 |                                 |                                 |
| 7                                                      | Roberto Arauz Montero             |                                 |                                 |                                 |                                 |                                 |
| 8                                                      | Rafael Armando Quiroga Velazco    |                                 |                                 |                                 |                                 |                                 |
| 12                                                     | Roque Adolgo Candia Rodríguez     |                                 |                                 |                                 |                                 |                                 |
| 13                                                     | Carlos Andrés Franco Vargas       |                                 |                                 |                                 |                                 |                                 |
| 22                                                     | Ronald Jefrey Sanabria Gil        |                                 |                                 |                                 |                                 |                                 |
| 32                                                     | Christian Alberto Quezada Banegas |                                 |                                 |                                 |                                 |                                 |
| 40                                                     | Marco Antonio Guzman Murillo      |                                 |                                 |                                 |                                 |                                 |
| 44                                                     | Ricardo Reus Paredes              |                                 |                                 |                                 |                                 |                                 |
| 53                                                     | Michael Luna Ricalde              |                                 |                                 |                                 |                                 |                                 |
| 60                                                     | Jorge Hugo Figueroa Medrano       |                                 |                                 |                                 | Santa Cruz                      | 4 de enero de 1996 (29 años)    |
| Entrenador: Ramiro Cuellar / Asistente: Jhonny Pereira |                                   |                                 |                                 |                                 |                                 |                                 |

| Nacional Potosí (Potosi)      | Nacional Potosí (Potosi)         | Nacional Potosí (Potosi) | Nacional Potosí (Potosi) | Nacional Potosí (Potosi) | Nacional Potosí (Potosi) | Nacional Potosí (Potosi)           |
| Num                           | Jugador                          | Pos                      | PJ                       | Altura                   | Ciudad Natal             | Edad                               |
| ----------------------------- | -------------------------------- | ------------------------ | ------------------------ | ------------------------ | ------------------------ | ---------------------------------- |
| 1                             | Dallas Everrett Gary             |                          |                          |                          |                          |                                    |
| 2                             | David Ramírez Ponce              |                          |                          |                          |                          | 27 de julio de 1990 (34 años)      |
| 5                             | Pedro Luis Zelaya Montaño        |                          |                          |                          |                          |                                    |
| 7                             | Luis Alberto Velasco Álvarez     |                          |                          |                          |                          |                                    |
| 8                             | Marcelo Javier Aparicio Clavijo  |                          |                          |                          |                          |                                    |
| 9                             | Rodrigo Daniel Águila Barrios    |                          |                          |                          | Potosí                   | 20 de octubre de 1995 (29 años)    |
| 10                            | Jesus Alfredo Gonzales Villca    |                          |                          |                          |                          |                                    |
| 11                            | Juan Álvaro Vidaurre Rojas       |                          |                          |                          | Potosí                   | 19 de septiembre de 1995 (29 años) |
| 13                            | Luis Óscar Velasco Álvarez       | E                        | 9                        |                          |                          | 12 de mayo de 1990 (35 años)       |
| 21                            | Ivert Mita Menesez               |                          |                          |                          |                          |                                    |
| 23                            | Bryan Marcos Velasco Álvarez     |                          |                          |                          |                          |                                    |
| 24                            | Jonathan Zambecchi Moreno        |                          |                          |                          |                          |                                    |
| 35                            | Edilmer Yusiney Sangarazo Guzman |                          | 0                        |                          |                          | 19 de marzo de 2000 (25 años)      |
| 77                            | Markus Patrick Montague          |                          |                          |                          |                          |                                    |
| Entrenador: Miguel Justiniano |                                  |                          |                          |                          |                          |                                    |

| Rubair (Quillacollo)                                | Rubair (Quillacollo)             | Rubair (Quillacollo) | Rubair (Quillacollo) | Rubair (Quillacollo) | Rubair (Quillacollo)    | Rubair (Quillacollo)               |
| Num                                                 | Jugador                          | Pos                  | PJ                   | Altura               | Ciudad Natal            | Edad                               |
| --------------------------------------------------- | -------------------------------- | -------------------- | -------------------- | -------------------- | ----------------------- | ---------------------------------- |
| 5                                                   | Fausto Leonardo Mercado Encinas  |                      |                      |                      |                         | 05 de diciembre de 1973 (51 años)  |
| 7                                                   | Pablo Gabriel Agreda Villalba    | A                    |                      | 1,93 m (6′ 4″)       |                         | 29 de abril de 1979 (46 años)      |
| 10                                                  | Miguel Ángel Mendoza Mendoza     | E                    |                      | 1,85 m (6′ 1″)       | Cochabamba              | 27 de septiembre de 1978 (46 años) |
| 11                                                  | Jaime Marcelo Thamez Espinoza    |                      |                      |                      | Cochabamba              | 16 de febrero de 1989 (36 años)    |
| 12                                                  | Carlos Alejandro Apaza Flores    |                      |                      |                      |                         | 23 de diciembre de 1987 (37 años)  |
| 13                                                  | Nelson Ariel Choque Chungara     |                      |                      |                      |                         | 16 de abril de 1980 (45 años)      |
| 15                                                  | Kenderek Lorenzo Washington      | SW                   |                      | 1,93 m (6′ 4″)       | Utica, MS               | 2 de septiembre de 1989 (35 años)  |
| 20                                                  | Miguel Ángel Justiniano Giguerba | P                    |                      | 1,94 m (6′ 4″)       | Cochabamba              | 10 de septiembre de 1998 (26 años) |
| 25                                                  | Gregory Eduardo Curvelo Suárez   | E                    |                      | 1,90 m (6′ 3″)       | Barlovento              | 14 de julio de 1996 (28 años)      |
| 35                                                  | Reimer Ulises Machado Serrano    | B                    |                      | 1,85 m (6′ 1″)       | Caracas                 | 05 de diciembre de 1989 (35 años)  |
| 41                                                  | Ricardo Mijail Vila Choque       | B                    |                      |                      | Quillacollo, Cochabamba | 21 de febrero de 1995 (30 años)    |
| 99                                                  | Daygoro Cristian Nava Moscoso    | P                    |                      |                      | Cochabamba              | 20 de febrero de 1989 (36 años)    |
| Entrenador: Jorge Montes / Asistente: Oscar Mendoza |                                  |                      |                      |                      |                         |                                    |

| Sporting (Sacaba)                               | Sporting (Sacaba)                 | Sporting (Sacaba) | Sporting (Sacaba) | Sporting (Sacaba) | Sporting (Sacaba) | Sporting (Sacaba) |
| Num                                             | Jugador                           | Pos               | PJ                | Altura            | Ciudad Natal      | Edad              |
| ----------------------------------------------- | --------------------------------- | ----------------- | ----------------- | ----------------- | ----------------- | ----------------- |
| 0                                               | Marco Antonio Quinteros Tamayo    |                   |                   |                   |                   |                   |
| 4                                               | Sergio Garcia Heredia             |                   |                   |                   |                   |                   |
| 5                                               | Dering Orosco Meneces             |                   |                   |                   |                   |                   |
| 6                                               | Iver Rojas Gutiérrez              |                   |                   |                   |                   |                   |
| 7                                               | Paul Mamani Pairo                 |                   |                   |                   |                   |                   |
| 8                                               | Nicolas Veizaga Miranda           |                   |                   |                   |                   |                   |
| 9                                               | Michael Rojas Valencia            |                   |                   |                   |                   |                   |
| 10                                              | Iver Carballo Cruz                |                   |                   |                   |                   |                   |
| 11                                              | Dennis Alejandro Solis Zambrana   |                   |                   |                   |                   |                   |
| 12                                              | Jhonatan Torres Acosta            |                   |                   |                   |                   |                   |
| 13                                              | Said Mauricio Espinoza Villarroel |                   |                   |                   |                   |                   |
| 23                                              | Jose Carlos Heredia Hinojosa      |                   |                   |                   |                   |                   |
| 31                                              | Francisco Hernandez Vasquez       |                   |                   |                   |                   |                   |
| Entrenador: Ximera Rios / Asistente: Álvaro Rey |                                   |                   |                   |                   |                   |                   |

| Unidos por el Básquetbol (El Alto) | Unidos por el Básquetbol (El Alto) | Unidos por el Básquetbol (El Alto) | Unidos por el Básquetbol (El Alto) | Unidos por el Básquetbol (El Alto) | Unidos por el Básquetbol (El Alto) | Unidos por el Básquetbol (El Alto) |
| Num                                | Jugador                            | Pos                                | PJ                                 | Altura                             | Ciudad Natal                       | Edad                               |
| ---------------------------------- | ---------------------------------- | ---------------------------------- | ---------------------------------- | ---------------------------------- | ---------------------------------- | ---------------------------------- |
| 3                                  | Ruben Choquehuanca Pocoaca         |                                    |                                    |                                    |                                    |                                    |
| 7                                  | Carlos Roymar Choque Roque         |                                    |                                    |                                    |                                    |                                    |
| 8                                  | Jose Gabriel Gutiérrez Ossio       |                                    |                                    |                                    |                                    |                                    |
| 11                                 | German Edwin Quispe                |                                    |                                    |                                    |                                    |                                    |
| 13                                 | Luis Ramiro Rodríguez Solorzano    |                                    |                                    |                                    |                                    |                                    |
| 14                                 | Fernando Perez Balderrama          |                                    |                                    |                                    |                                    |                                    |
| 15                                 | Erick Vladimir Sirpa Callisaya     |                                    |                                    |                                    |                                    |                                    |
| 18                                 | Miguel Ángel Torrico Acosta        |                                    |                                    |                                    |                                    |                                    |
| 20                                 | Cesar Luis Guzman Gonzales         |                                    |                                    |                                    |                                    |                                    |
| 23                                 | Cristhian Valentin Velarde Álvarez |                                    |                                    |                                    |                                    |                                    |
| 30                                 | Miguel Ángel Blanco Callisaya      |                                    |                                    |                                    |                                    |                                    |
| 33                                 | Epifanio Pajarito Nina             |                                    |                                    |                                    |                                    |                                    |

## Primera Fase
La primera fase se dividiría en 2 grupos de 4 equipos donde los 2 mejores avanzarían a la fase final. Las sedes designadas para ambos grupos fueron las ciudades de Quillacollo, Cochabamba y Santa Cruz de la Sierra.

## Grupo A (Quillacollo)

### Tabla de posiciones
| Equipo                          | PJ | PG | PP | CF  | CC  | DIF  | Pts |
| ------------------------------- | -- | -- | -- | --- | --- | ---- | --- |
| Henry (Quillacollo)             | 3  | 3  | 0  | 303 | 156 | +147 | 6   |
| Amistad (Llallagua)             | 3  | 1  | 2  | 202 | 216 | -14  | 4   |
| Unidos por el Básquet (El Alto) | 3  | 1  | 2  | 173 | 231 | -58  | 4   |
| Sporting (Sacaba)               | 3  | 1  | 2  | 160 | 235 | -75  | 4   |

- Tabla realizada con la app "Mis Torneos".

### Fecha 1
| 23 de febrero, 19:30 | Sporting                                                          | 52–73                | Amistad                                                           | Quillacollo, Cochabamba                                                            |  |
|                      | Parciales: 12-22, 21-10, 8-21, 11-20                              |                      |                                                                   |                                                                                    |  |
|                      | Estadísticas Iver Rojas 21 Francisco Hernandez 19 Dering Orosco 5 | Reporte Pts Reb Asts | Estadísticas 26 Sergio Mendez 11 Jaime Fernandez 3 Ludwing Oporto | Pabellón: Max Fernández Árbitros: * Franklin García* Mario Guerra* Hugo De La Riva |  |

| 23 de febrero, 21:30 | Henry                                                               | 104–46               | Unidos por el Básquetbol                                                | Quillacollo, Cochabamba                                              |  |
|                      | Parciales: 25-8, 17-15, 30-11, 32-12                                |                      |                                                                         |                                                                      |  |
|                      | Estadísticas Diondre Pratt 38 Octrevius Roebuck 12 Mauricio Rocha 3 | Reporte Pts Reb Asts | Estadísticas 21 Ruben Choquehuanca 8 Epifanio Pajarito 2 Jose Gutierrez | Pabellón: Max Fernández Árbitros: * Hugo De La Riva* Mario Guerra* - |  |

### Fecha 2
| 24 de febrero, 19:30 | Amistad                                                      | 65–69                | Unidos por el Básquetbol                                              | Quillacollo, Cochabamba                                                            |  |
|                      | Parciales: 9-23, 18-14, 25-22, 13-10                         |                      |                                                                       |                                                                                    |  |
|                      | Estadísticas Luis Otalora 22 Jaime Fernandez 9 Alan Herbas 5 | Reporte Pts Reb Asts | Estadísticas 22 Ruben Choquehuanca 15 Carlos Choque 10 Jose Gutierrez | Pabellón: Max Fernández Árbitros: * Franklin García* Mario Guerra* Hugo De La Riva |  |

| 24 de febrero, 21:00 | Henry                                                              | 104–46               | Sporting                                                            | Quillacollo, Cochabamba                                                 |  |
|                      | Parciales: 19-5, 31-17, 29-7, 25-17                                |                      |                                                                     |                                                                         |  |
|                      | Estadísticas Diondre Pratt 23 Octrevius Roebuck 16 Isaac Mercado 4 | Reporte Pts Reb Asts | Estadísticas 16 Nicolas Veizaga 6 Nicolas Veizaga 3 Jhonatan Torres | Pabellón: Max Fernández Árbitros: * Hugo De La Riva* Franklin García* - |  |

### Fecha 3
| 25 de febrero, 09:00 | Unidos por el Básquetbol                                        | 58–62                | Sporting                                                               | Quillacollo, Cochabamba                                                 |  |
|                      | Parciales: 17-4, 7-13, 13-30, 21-15                             |                      |                                                                        |                                                                         |  |
|                      | Estadísticas Cesar Guzman 21 Luis Rodriguez 11 Luis Rodríguez 6 | Reporte Pts Reb Asts | Estadísticas 28 Said Espinoza 13 Francisco Hernandez 6 Nicolas Veizaga | Pabellón: Max Fernández Árbitros: * Franklin García* Hugo De La Riva* - |  |

| 25 de febrero, 10:30 | Henry                                                             | 95–64                | Amistad                                                           | Quillacollo, Cochabamba                                                            |  |
|                      | Parciales: 23-18, 19-12, 25-11, 28-23                             |                      |                                                                   |                                                                                    |  |
|                      | Estadísticas Diondre Pratt 26 Octrevius Roebuck 8 Ariel Guizada 4 | Reporte Pts Reb Asts | Estadísticas 25 Jaime Fernandez 7 Jaime Fernandez 3 Sergio Mendez | Pabellón: Max Fernández Árbitros: * Mario Guerra* Hugo De La Riva* Franklin García |  |

## Grupo B (Santa Cruz)

### Tabla de posiciones
| Equipo                          | PJ | PG | PP | CF  | CC  | DIF | Pts |
| ------------------------------- | -- | -- | -- | --- | --- | --- | --- |
| Rubair (Quillacollo)            | 3  | 3  | 0  | 269 | 206 | +63 | 6   |
| Nacional Potosí (Potosí)        | 3  | 2  | 1  | 243 | 220 | +23 | 5   |
| Inocentes (La Paz)              | 3  | 1  | 2  | 210 | 218 | -8  | 4   |
| Junior Politécnica (Santa Cruz) | 3  | 0  | 3  | 167 | 245 | -78 | 3   |

- Tabla realizada con la app "Mis Torneos".

### Fecha 1
| 23 de febrero, 20:00 | Junior                                                           | 45–65                | Inocentes                                                      | Santa Cruz                                                                             |  |
|                      | Parciales: 6-17, 8-17, 17-12, 14-19                              |                      |                                                                |                                                                                        |  |
|                      | Estadísticas Jorge Figueroa 21 Jorge Figueroa 8 Rafael Quiroga 3 | Reporte Pts Reb Asts | Estadísticas 23 Benjamin Sean 14 Benjamin Sean 4 Daniel Bilbao | Pabellón: Gilberto Pareja Árbitros: * Arturo Murillo* Esrrael Condori* Fabricio Flores |  |

| 23 de febrero, 21:30 | Nacional Potosí                                             | 73–86                | Rubair                                                                  | Santa Cruz                                                                |  |
|                      | Parciales: 6-25, 24-17, 16-22, 27-22                        |                      |                                                                         |                                                                           |  |
|                      | Estadísticas Dallas Gary 16 Markus Mantague 1 Dallas Gary 2 | Reporte Pts Reb Asts | Estadísticas 28 Gregoris Curvelo 1 Kenderek Washington 2 Miguel Mendoza | Pabellón: Gilberto Pareja Árbitros: * Esrrael Condori* Fabricio Flores* - |  |

### Fecha 2
| 24 de febrero, 20:00 | Junior                                                            | 55–89                | Rubair                                                                 | Santa Cruz                                                               |  |
|                      | Parciales: 8-25, 19-24, 11-15, 17-25                              |                      |                                                                        |                                                                          |  |
|                      | Estadísticas Jorge Figueroa 15 Jorge Figueroa 9 Ronald Sanabria 2 | Reporte Pts Reb Asts | Estadísticas 20 Reimer Machado 14 Kenderek Washington 2 Reimer Machado | Pabellón: Gilberto Pareja Árbitros: * Arturo Murillo* Esrrael Condori* - |  |

| 24 de febrero, 21:30 | Inocentes                                                      | 67–79                | Nacional Potosí                                                  | Santa Cruz                                                               |  |
|                      | Parciales: 20-17, 6-27, 22-18, 19-17                           |                      |                                                                  |                                                                          |  |
|                      | Estadísticas Benjamin Sean 23 Daniel Bilbao 13 Daniel Bilbao 5 | Reporte Pts Reb Asts | Estadísticas 28 Markus Montague 14 Markus Montague 6 Dallas Gary | Pabellón: Gilberto Pareja Árbitros: * Arturo Murillo* Fabricio Flores* - |  |

### Fecha 3
| 25 de febrero, 20:00 | Junior                                                         | 67–91                | Nacional Potosí                                          | Santa Cruz                                                                |  |
|                      | Parciales: 6-21, 29-17, 19-27, 13-26                           |                      |                                                          |                                                                           |  |
|                      | Estadísticas Rafael Quiroga 20 Roberto Arauz 7 Roberto Arauz 4 | Reporte Pts Reb Asts | Estadísticas 27 Dallas Gary 13 Dallas Gary 5 Dallas Gary | Pabellón: Gilberto Pareja Árbitros: * Esrrael Condori* Fabricio Flores* - |  |

| 25 de febrero, 21:30 | Rubair                                                                      | 94–78                | Inocentes                                                      | Santa Cruz                                                                |  |
|                      | Parciales: 23-20, 27-29, 17-12, 27-17                                       |                      |                                                                |                                                                           |  |
|                      | Estadísticas Kenderek Washington 32 Kenderek Washington 19 Reimer Machado 5 | Reporte Pts Reb Asts | Estadísticas 25 Benjamin Sean 12 Benjamin Sean 4 Benjamin Sean | Pabellón: Gilberto Pareja Árbitros: * Esrrael Condori* Fabricio Flores* - |  |

## Equipos igualados en puntos
| Equipo                          | PJ | PG | PP | CF  | CC  | DIF | Pts |
| ------------------------------- | -- | -- | -- | --- | --- | --- | --- |
| Amistad (Llallagua)             | 2  | 1  | 1  | 138 | 121 | +17 | 3   |
| Unidos por el Básquet (El Alto) | 2  | 1  | 1  | 127 | 127 | 0   | 3   |
| Sporting (Sacaba)               | 2  | 1  | 1  | 114 | 131 | -17 | 3   |

- Amistad avanza como segundo por mejor diferencia de cesto entre equipos igualados en puntos.

## Fase Final

### Tabla de posiciones
| Equipo                   | PJ | PG | PP | CF  | CC  | DIF | Pts |
| ------------------------ | -- | -- | -- | --- | --- | --- | --- |
| Rubair (Quillacollo)     | 3  | 3  | 0  | 294 | 241 | +53 | 6   |
| Henry (Quillacollo)      | 3  | 2  | 1  | 296 | 213 | +83 | 5   |
| Nacional Potosí (Potosí) | 3  | 1  | 2  | 213 | 258 | -45 | 4   |
| Amistad (Llallagua)      | 3  | 0  | 3  | 192 | 283 | -91 | 3   |

- Tabla realizada con la app "Mis Torneos".

### Fecha 1
| 2 de marzo, 19:30 | Rubair                                                                | 95–75                | Amistad                                                       | Quillacollo, Cochabamba                                                            |  |
|                   | Parciales: 14-6, 22-18, 26-18, 33-33                                  |                      |                                                               |                                                                                    |  |
|                   | Estadísticas Reimer Machado 22 Gregoris Curvelo 12 Gregoris Curvelo 4 | Reporte Pts Reb Asts | Estadísticas 24 Luis Otalora 6 Jaime Fernandez 4 Luis Otalora | Pabellón: Max Fernández Árbitros: * Vladimir Revollo* Jasmmany Choque* Tito Ugarte |  |

| 2 de marzo, 21:00 | Henry                                                                  | 104–51               | Nacional Potosí                                              | Quillacollo, Cochabamba                                                  |  |
|                   | Parciales: 19-7, 28-8, 32-16, 25-20                                    |                      |                                                              |                                                                          |  |
|                   | Estadísticas Tyrone Wooten 31 Octrevius Roebuck 13 Octrevius Roebuck 4 | Reporte Pts Reb Asts | Estadísticas 15 Dallas Gary 6 Ivert Menesez 2 Rodrigo Águila | Pabellón: Max Fernández Árbitros: * Vladimir Revollo* Jassmany Choque* - |  |

### Fecha 2
| 3 de marzo, 19:30 | Henry                                                          | 105–64               | Amistad                                                            | Quillacollo, Cochabamba                                                 |  |
|                   | Parciales: 21-14, 28-18, 26-17, 30-15                          |                      |                                                                    |                                                                         |  |
|                   | Estadísticas Diondre Pratt 38 Diondre Pratt 15 Tyrone Wooten 5 | Reporte Pts Reb Asts | Estadísticas 27 Jaime Fernandez 15 Sergio Mendez 5 Jaime Fernández | Pabellón: Max Fernández Árbitros: * Jasmmany Choque* Franklin García* - |  |

| 3 de marzo, 21:00 | Rubair                                                                | 101–79               | Nacional Potosí                                         | Quillacollo, Cochabamba                                              |  |
|                   | Parciales: 21-17, 27-18, 28-22, 25-22                                 |                      |                                                         |                                                                      |  |
|                   | Estadísticas Reimer Machado 49 Gregoris Curvelo 11 Gregoris Curvelo 3 | Reporte Pts Reb Asts | Estadísticas 38 Dallas Gary 8 Dallas Gary 3 David Ponce | Pabellón: Max Fernández Árbitros: * Vladimir Revollo* Tito Ugarte* - |  |

### Fecha 3
| 4 de marzo, 10:00 | Nacional Potosí                                          | 83–53                | Amistad                                                         | Quillacollo, Cochabamba                                             |  |
|                   | Parciales: 29-6, 16-9, 25-16, 13-22                      |                      |                                                                 |                                                                     |  |
|                   | Estadísticas Dallas Gary 27 Dallas Gary 13 Dallas Gary 8 | Reporte Pts Reb Asts | Estadísticas 22 Jaime Fernandez 7 Sergio Mendez 7 Sergio Mendez | Pabellón: Max Fernández Árbitros: * Franklin García* Tito Ugarte* - |  |

| 4 de marzo, 11:30 | Henry                                                                 | 87–98                | Rubair                                                                | Quillacollo, Cochabamba                                                        |  |
|                   | Parciales: 24-26, 13-27, 19-26, 31-19                                 |                      |                                                                       |                                                                                |  |
|                   | Estadísticas Diondre Pratt 19 Octrevius Roebuck 9 Octrevius Roebuck 5 | Reporte Pts Reb Asts | Estadísticas 35 Gregoris Curvelo 10 Gregoris Curvelo 3 Reimer Machado | Pabellón: Max Fernández Árbitros: * Jassmany Choque* Mario Guerra* José Guerra |  |

RUBAIR ASCIENDE A LA LIBOBÁSQUET 2018
PRIMER TÍTULO

## Cronología
| Predecesor: LSBB 2017 | LSBB 2018 | Sucesor: LSBB 2019 |